# Locked In (2021)
Locked In is een Amerikaanse misdaad-thriller uit 2021, geregisseerd en geschreven door Carlos V. Gutierrez.

## Verhaal
Een alleenstaande moeder is met haar dochter in een opslagplaats en getuige van een moord door twee criminelen. De moeder moet haar dochter en zichzelf beschermen in de faciliteit tegen de criminelen.

## Rolverdeling
| Acteur          | Personage |
| --------------- | --------- |
| Mena Suvari     | Maggie    |
| Jeff Fahey      | Mel       |
| Jasper Polish   | Tarin     |
| Manny Perez     | Ross      |
| Costas Mandylor | Harris    |
| Bruno Bichir    | Lee       |
| Natalie Smith   | Cop       |
| James Biberi    | Freddy    |

## Productie
De opnames vonden plaats in Lancaster County, Pennsylvania.

## Ontvangst
Op Rotten Tomatoes heeft Locked In een waarde van 58% en een gemiddelde score van 5,40/10, gebaseerd op 12 recensies.